# Siganus javus
Siganus javus (лат.) — вид лучепёрых рыб из семейства сигановых (Siganidae). Широко распространён в Индо-Тихоокеанской области. Максимальная длина тела 53 см.

## Описание
Максимальная длина тела 53 см, обычно около 30 см. Тело высокое, сжато с боков; высота тела укладывается 2-2,3 раза в стандартную длину. Голова относительно небольшая и имеет небольшое углубление над глазами. Передняя ноздря имеет небольшой треугольный клапан, который простирается на половину расстояния между передней и задней ноздрями. В спинном плавнике 13 жёстких и 10 мягких лучей, а у анального плавника -7 шипов и 9 мягких лучей. Хвостовой плавник с выемкой. Общий цвет серый, переходящий в беловатый на нижней части тела, но щеки и губы желтые. Это большое количество маленьких белых пятен на голове и верхней части тела, неправильные извилистые полосы на средних и нижних боках и черноватая область, покрывающая большую часть хвостового плавника. Спинной, анальный и брюшной плавники имеют золотистые шипы и лучи, в то время как их оболочки могут быть темными или золотыми, а грудные плавники — золотисто-прозрачными.

## История
Впервые был описан Карлом Линнеем под названием Teuthis javus, где видовое название происходит из ареала рыбы - острова Явы в Индонезии. 

## Распространение
Широко распространён в Индо-Тихоокеанской области. Обитает в Красном море, Персидском заливе, на острове Ява, на Соломоновых островах, от севера Тайваня до юга Австралии..

## Биология
Встречается небольшими стаями, насчитывающими до 10 особей. Питается бентосными водорослями и частями водорослей, плавающими в толще воды. Они часто отдыхают в середине воды на глубине от 2 до 6 м, когда не кормятся.

### Яд
Имеет бороздки в шипах спинного, анального и тазового плавников, в которых находятся ядовитые железы. Рана, нанесенная этими шипами, может быть относительно болезненной для человека, но обычно не опасна. Шипы используются для самообороны. При изучении яда яванского сигана было обнаружено, что яд яванского сигана довольно похож на яд бородавчатки.

## Взаимодействие с человеком
Промысловая рыба. Ловится с помощью неводов и фиксированных ловушек. Этот вид используется в аквакультуре вместе с Siganus sutor в Иране.

## Пищевая ценность
Содержание белка в рыбе сиган яванский (Siganus javus) обычно составляет 15–25%, он легко усваивается. Его пищевая ценность схожа с мясом домашнего скота и птицы. В составе аминокислот наблюдается низкое содержание триптофана.
Содержание жира в рыбе сиган яванский обычно составляет 1–3% (диапазон 0,5–11%). Жир у рыб в основном распределен под кожей и вокруг внутренних органов.
Жиры сигана яванского на 80% состоят из ненасыщенных жирных кислот, имеют низкую температуру плавления и усваиваются на 95%. Эйкозапентаеновая кислота (EPA) и докозагексаеновая кислота (DHA) в рыбьем жире способствуют снижению уровня липидов в крови и предотвращению атеросклероза.
Содержание холестерина в сигане яванском обычно составляет 100 мг/100 г, но в икре его уровень значительно выше — 354–934 мг/100 г.
Содержание минералов в сигане яванском составляет 1–2%, что немного выше, чем в мясе. Богат фосфором, кальцием, натрием, калием, магнием и хлором, является хорошим источником кальция. В сушеных мелких креветках содержание кальция очень высокое — 991 мг/г. Также рыба богата йодом.
Сиган яванский содержит витамин B2 (2,08 мг/100 г), а также богат витаминами A и D. Благодаря этому он обладает детоксикационными свойствами, аналогичными действию детокс-ферментов, и особенно популярен среди приверженцев детокс-диет.